# Małki (województwo kujawsko-pomorskie)
Małki – wieś w Polsce, położona w województwie kujawsko-pomorskim, w powiecie brodnickim, w gminie Bobrowo.

## Podział administracyjny
| SIMC    | Nazwa      | Rodzaj     |
| ------- | ---------- | ---------- |
| 0840800 | Czartówiec | przysiółek |

W latach 1954–1971 wieś należała i była siedzibą władz gromady Małki, po jej zniesieniu w gromadzie Nieżywięć. W latach 1975–1998 miejscowość administracyjnie należała do województwa toruńskiego.

## Demografia
Według Narodowego Spisu Powszechnego (III 2011 r.) liczyły 521 mieszkańców. Są drugą co do wielkości miejscowością gminy Bobrowo.

## Pomniki przyrody
W 2012 roku dąb szypułkowy o obwodzie 427 cm rosnący przy drodze gminnej uznano za pomnik przyrody.